# Eunola
Eunola – jednostka osadnicza w Stanach Zjednoczonych, w stanie Alabama, w hrabstwie Geneva.